# Маллен, Райан
Райан Маллен (англ. Ryan Mullen; род. 7 августа 1994, Беркенхед, графство Мерсисайд, Великобритания) — ирландский профессиональный шоссейный велогонщик, выступающий  c 2018 года за американскую команду мирового тура «Trek-Segafredo». Шестикратный Чемпион Ирландии по шоссейному велоспорту.

## Достижения
2011
Чемпионат Ирландии
1-й индивидуальная гонка (юниоры)
1-й групповая гонка (юниоры)
2012
1-й Чемпионат Ирландии в индивидуальной гонке (юниоры)
1-й Хроно Наций (юниоры)
2-й  Чемпионат Европы в индивидуальной гонке (юниоры)
6-й Niedersachsen-Rundfahrt
9-й Чемпионат мира в индивидуальной гонке (юниоры)
2013
1-й Чемпионат Ирландии в индивидуальной гонке (U-23)
1-й Хроно Наций (U-23)
Чемпионат Европы по трековым велогонкам (U-23)
3-й  Индивидуальная гонка преследования
3-й  Скрэтч
7-й Чемпионат мира в индивидуальной гонке (U-23)
2014
Чемпионат Ирландии
1-й  в групповой гонке
1-й в групповой гонке (U-23)
1-й в индивидуальной гонке (U-23)
2-й  Чемпионат мира в индивидуальной гонке (U-23)
6-й ЗЛМ Тур
2015
Чемпионат Ирландии 
1-й  в индивидуальной гонке
1-й в индивидуальной гонке (U-23)
3-й An Post Rás
1-й  Молодёжная классификация
4-й Чемпионат Европы в индивидуальной гонке (U-23)
8-й Европейские игры в индивидуальной гонке
2016
1-й на этапе 1 (ТТТ) Тур Чехии
Чемпионат Ирландии 
2-й в индивидуальной гонке (U-23)
3-й в индивидуальной гонке
9-й в групповой гонке
4-й Хроно Наций
5-й Чемпионат мира в индивидуальной гонке
2017
Чемпионат Ирландии 
1-й  в групповой гонке
1-й  в индивидуальной гонке
3-й  Чемпионат Европы в индивидуальной гонке
8-й Хроно Наций
10-й Тур Британии
2018
1-й  Чемпионат Ирландии в индивидуальной гонке
1-й на этапе 3 (ITT) Вуэльта Сан-Хуана
2019
Чемпионат Ирландии 
1-й  в индивидуальной гонке
3-й в групповой гонке
4-й Европейские игры в индивидуальной гонке
| № | Дата           | Кат. | Страна    | Тип          | Гонка                     | Команда               |
| - | -------------- | ---- | --------- | ------------ | ------------------------- | --------------------- |
| 1 | 29 июня 2014   | CN   | Ирландия  | Чемпионат    | Чемпионат Ирландии группа | An Post-ChainReaction |
| 2 | 25 июня 2015   | CN   | Ирландия  | Чемпионат    | Чемпионат Ирландии индив. | An Post-ChainReaction |
| 3 | 22 июня 2017   | CN   | Ирландия  | Чемпионат    | Чемпионат Ирландии индив. | Cannondale-Drapac     |
| 4 | 25 июня 2017   | CN   | Ирландия  | Чемпионат    | Чемпионат Ирландии группа | Cannondale-Drapac     |
| 5 | 23 января 2018 | 2.1  | Аргентина | 3 этап (ITT) | Вуэльта Сан-Хуана         | Trek-Segafredo        |
| 6 | 28 июня 2018   | CN   | Ирландия  | Чемпионат    | Чемпионат Ирландии индив. | Trek-Segafredo        |
| 7 | 27 июня 2019   | CN   | Ирландия  | Чемпионат    | Чемпионат Ирландии индив. | Trek-Segafredo        |

## Статистика выступлений
Чемпионаты
| Соревнование       | Соревнование | 2013 | 2014 | 2015 | 2016 | 2017 | 2018 | 2019 |
| ------------------ | ------------ | ---- | ---- | ---- | ---- | ---- | ---- | ---- |
| Чемпионат мира     | RR           | —    | —    | —    | НФ   | 126  | НФ   | НФ   |
| Чемпионат мира     | ITT          | —    | —    | —    | 5    | —    | 49   | 32   |
| Чемпионат Европы   | RR           | —    | —    | —    | —    | НФ   | —    | —    |
| Чемпионат Европы   | ITT          | —    | —    | —    | 22   | 3    | 6    | —    |
| Европейские игры   | RR           | —    | —    | НФ   | —    | —    | —    | 73   |
| Европейские игры   | ITT          | —    | —    | 8    | —    | —    | —    | 4    |
| Чемпионат Ирландии | RR           | 20   | 1    | —    | 9    | 1    | НФ   | 3    |
| Чемпионат Ирландии | ITT          | —    | —    | 1    | 3    | 1    | 1    | 1    |

Гранд Туры
| Гонка           | 2018 | 2019 |
| --------------- | ---- | ---- |
| Джиро д'Италия  | 138  | —    |
| Тур де Франс    | —    | —    |
| Вуэльта Испании | —    | —    |

Однодневки
| Монументальные гонки  |      |      |      |      |
| Гонка                 | 2016 | 2017 | 2018 | 2019 |
| Милан — Сан-Ремо      | —    | —    | 117  | —    |
| Тур Фландрии          | —    | 82   | 93   | —    |
| Париж — Рубе          | 103  | 50   | НФ   | 96   |
| Льеж — Бастонь — Льеж | —    | —    | —    | —    |
| Джиро ди Ломбардия    | —    | —    | —    | —    |

| —  | Не участвовал в гонке |
| НФ | Не финишировал        |